# Crăciunul în România
Crăciunul este o sărbătoare principală anuală, la fel ca în majoritatea statelor creștine. Crăciunul a fost introdus odată cu apariția creștinismului în România. 

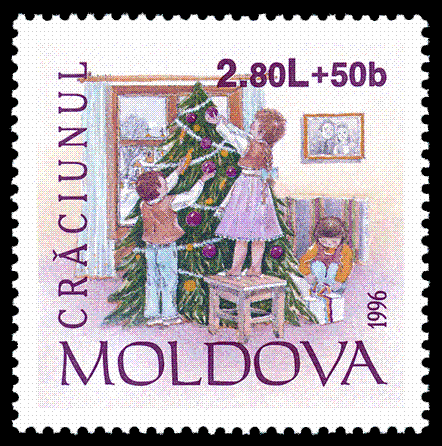
Marcă postală de Crăciun

Sărbătoarea Nașterii Domnului se ține pe 25 decembrie și se continuă cu încă două sărbători ortodoxe pe 26 și 27 decembrie.
(Un vechi obicei al românilor din satele unor zone ale țării, ca de pildă cele din Oltenia, era acela ca în Ajunul Crăciunului, gospodarii să se trezească dimineața devreme, să facă focul în sobă și cu o rămurică a unui pom din grădină să jăruiască jarul stând la gura sobei și să spună:
"Bună dimineața lui Ajun!
/C-a venit într-un ceas bun 
/Să ne-aducă:porcii grași și unturoși
/Și oamenii sănătoși;
/Vacile cu viței,oile cu miei,scroafele cu purcei,cloștile cu pui,găinile cu ouă......și tot așa se continua cu ceea ce gospodarii doreau să aibă, ca în final să se spună: La anul și la mulți ani!)
Cântarea cântecelor de stea este o parte foarte importantă din festivitățile Crăciunului românesc. În prima zi de Crăciun, mulți colindători umblă pe străzile acoperite cu zăpadă ale orașelor și satelor, ținând în mână o stea făcută din carton și hârtie, cu scene biblice pictate pe ea si cantand colinde. 
Tradiția din România cere ca cei mici să meargă din casă în casă, cântând cântece de stea și recitând poezii sau legende, pe toată perioada Crăciunului. Liderul cară cu el o stea din lemn, acoperită cu staniol și decorată cu clopoței și panglici colorate. O imagine a Sfintei Familii este lipită în centru stelei și întreaga creație este atașată de o coadă de mătură sau de un băț puternic.

## Obiceiuri: postul și colindatul

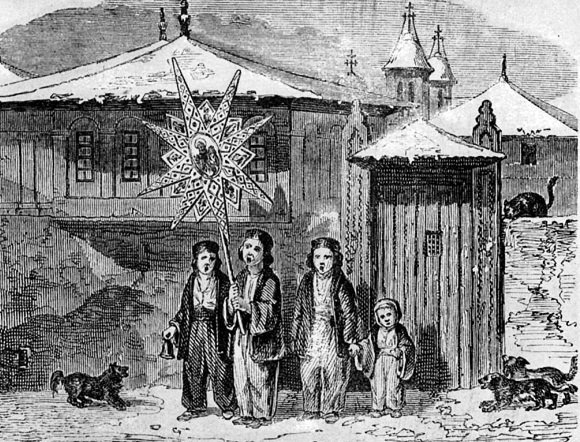
Colindători în București, 1842.

Cele trei zile de Crăciun sunt 25, 26 și 27 decembrie. Unele minorități de origine slavă sărbătoresc Crăciunul în data de 7 ianuarie, după calendarul iulian ("pe stil vechi"). În cele trei zile sfânte se respectă tradiții vechi de sute de ani.
Există o perioadă de post culinar și spiritual ce se ține înaintea Crăciunului, timp de șase săptămâni, și sfârșindu-se în noaptea de Crăciun. Odată ce postul Crăciunului ia sfârșit, fiecare se poate bucura de mâncărurile tradiționale: preparatele din porc, sarmalele, colacii și cozonacii, prăjiturile și vinul. Cele trei zile de sărbătoare ale Crăciunului aduc liniște și pace în case.
Crăciunul - Nașterea Mântuitorului - se combină și cu o sumă de practici precreștine prin care se celebra solstițiul de iarnă, momentul în care natura dă speranțe că va renaște. În plus, românii au știut să accepte și obiceiuri mai recente.
Colindatul este unul dintre obiceiurile legate de Crăciun. Atât grupuri de copii cât și grupuri de adulți se strâng laolaltă și merg să colinde la casele vecinilor sau la ale altor oameni. Atunci se cântă "O ce veste minunată", o melodie foarte veche și foarte populară în popor, cât și "O brad frumos". Totodată, colindătorii sunt omeniți cu mâncăruri specifice, de ex. colaci făcuți în casă, sau primesc bani.
Obiceiul colindatului a înglobat în el nu numai cântec și gest ritual, ci și numeroase mesaje și simboluri ale unei străvechi spiritualități românești, câteodată asociate cu celebrarea Nașterii Domnului. Există de asemenea cântece de stea (sau colinde creștine), care au ca subiect strict Nașterea Domnului. În ajunul Crăciunului, pe înserat, în toate satele din țară, începe colindatul. Copiii cu steaua vestesc Nașterea lui Iisus și sunt primiți cu bucurie de gazdele care îi răsplătesc cu mere, nuci și colaci. 
În Maramureș, cei care colindă sunt oameni în toată firea. Obiceiul este să treacă pe la fiecare casă iar apoi, cu tot cu gazdele care i-au omenit, să continue colindatul.

## Împodobirea bradului

### În lume: apariție și evoluție
Pomul de Crăciun, așa cum îl cunoaștem noi astăzi, decorat cu globuri în care se reflectă lumina scânteietoare a lumânărilor sau a instalației electrice, nu a fost dintotdeauna împodobit în acest fel.  
Deși în Europa originea sa precreștină nu mai e contestată de nimeni, părerile rămân totuși împărțite: unii văd în el o reprezentare a ,,arborelui lumii’’, alții îl consideră o referire directă la ,,arborele Paradisului’’, împodobit cu mere de un roșu aprins, care amintesc de păcatele comise de primii oameni, înainte de alungarea lor din rai. 
Până în secolul al 15-lea, crenguțele verzi cu care erau împodobite casele cu ocazia Crăciunului, ca și darurile pe care le făceau oamenii unii altora, erau considerate tradiții păgâne. Dar nu peste multă vreme în locul acestora va fi folosit un arbore întreg. 
Conform documentelor, în 1605 la Strasbourg a fost înălțat primul pom de Crăciun, într-o piață publică. Nu avea încă lumânări și era împodobit cu mere roșii. În 1611, la Breslau, ducesa Dorothea Sybille von Schlesien împodobește primul brad așa cum îl cunoaștem noi astăzi. 
După 1878, decorațiunile (globurile) de Crăciun din sticlă argintată de Turingia au tot mai mult succes, așa că această tradiție pur germană va cuceri întreaga lume, fiind  adoptată pretutindeni, fie că este vorba despre țări din Asia, Africa, America de Nord și de Sud sau Australia. 
La sfârșitul secolului al 19-lea, în saloanele germane, sărbătoarea era de neconceput fără pomul de Crăciun, împodobit și scânteietor. În 1776, prin intermediul  soldaților germani care participau alături de englezi la războiul de independență, tradiția pomului de Crăciun ajunge și în Statele Unite, iar în anul 1880 cucerește și Casa Albă. 

### Preluarea obiceiului la români
La noi obiceiul a pătruns odată cu influența germană, când primii studenți români au început să meargă la studii la universitățile din Berlin sau Viena, și la curtea regală a dinastiei Hohenzollern, sosită în Țările Române în 1866 unde prinții și prințesele au început să împodobească bradul, obiceiul fiind imediat imitat de protipendada bucureșteană. Cântecul german de Crăciun O Tannenbaum, cu versuri de  Melchior Franck, puse pe o melodie populară din Silezia, din secolul al XVI-lea, devine în limba română O brad frumos, iar obiceiul împodobirii bradului pătrunde în toate casele românilor.
În România de azi există obiceiul de a se împodobi în ajun de Crăciun, în casă sau în curte, un brad cu globuri, beteală și bomboane de ciocolată.